# Nasiębor
Nasiębor – staropolskie imię męskie, złożone z trzech członów: Na- ("super" lub "na" przede wszystkim w stosunkach czasowych i przestrzennych; na w jednym ze znaczeń mogło też oznaczać "kogoś, ze względu na kogo się dzieje jakaś akcja"), się ("siebie", "sobie") i -bor ("walczyć, zmagać się"). Imię to mogło więc oznaczać "tego, kto bierze walkę na siebie". Po raz pierwszy poświadczone w 1365 roku.
Możliwe niektóre staropolskie zdrobnienia: Nach, Naszon, Naszan, Naszko, Naszętka (masc.), Naszotek. 
Nasiębor imieniny obchodzi 2 października.